# Adriano Fieschi

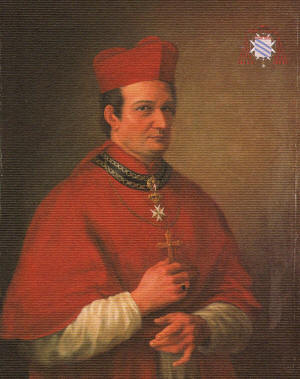
Adriano Kardinal Fieschi

Adriano Fieschi (* 7. März 1788 in Genua; † 6. Februar 1858 in Rom) war ein italienischer Kardinal der Römischen Kirche.

## Leben
Er entstammte der genuesischen Adelsfamilie der Fieschi, aus der bereits die Päpste Innozenz IV. und Hadrian V. sowie die Kardinäle Guglielmo Fieschi, Luca Fieschi, Giovanni Fieschi, Ludovico Fieschi, Giorgio Fieschi, Niccolò Fieschi und Lorenzo Fieschi hervorgegangen waren. Er studierte ab 1815 an der Päpstlichen Akademie für den kirchlichen Adel und war im Klerus des Erzbistums Genua inkardiniert. Er war Vize-Legat in Bologna und von 1819 bis 1823 Apostolischer Delegat in Spoleto, später wirkte er in Perugia und Macerata. Zudem war er Sekretär der Kongregation für Straßen und Wasser des Kirchenstaates. Durch eine päpstliche Bulle vom 9. Juni 1833 wurden ihm umfangreiche Pfründen verliehen. Ab Juli desselben Jahres war er Majordomus Seiner Heiligkeit.
Papst Gregor XVI. kreierte ihn im Konsistorium vom 23. Juni 1834 zum Kardinal in pectore, dies wurde am 13. September 1838 öffentlich bekanntgemacht. Den roten Hut und die Titeldiakonie Santa Maria in Portico Campitelli empfing Adriano Fieschi am 17. September 1838. Im Juli 1836 ernannte der Papst ihn zum Präfekten des Apostolischen Palastes. Am 27. Januar 1843 optierte er zur Titeldiakonie Santa Maria ad Martyres. Er war Teilnehmer am Konklave 1846, aus dem Pius IX. als Papst hervorging. Am 13. Juli 1847 wurde er Apostolischer Legat in den Provinzen Urbino und Pisa. Adriano Fieschi optierte am 19. Dezember 1853 zur Kardinalsklasse der Kardinalpriester und zur Titelkirche Santa Maria della Vittoria. Er war ab dem 23. Januar 1854 bis zu seinem Tod Großprior des Ritterordens von St. Johannes in Jerusalem.
Adriano Fieschi war der letzte lebende Vertreter der genuesischen Fieschi.
Beigesetzt wurde er in seiner Titelkirche Santa Maria della Vittoria.